# Cloud rap
Cloud rap (conhecido também como trillwave ou based music) é um gênero originário do Hip-Hop e de Musica Psicodélica.

## Influências e nascimento
O Cloud Rap se baseia em uma junção de Trap, Eletro, Vaporwave e Música Lo-fi.O produtor Clams Casino foi creditado como o pioneiro do Cloud Rap em 2010.
A produção de música Cloud Rap tem sido descrita como "obscura", muitas vezes incluindo "samples vocais estéreos". Em um artigo de 2010, Walker Chambliss presumiu que o termo foi inventado pelo escritor de música Noz enquanto entrevistava o rapper Lil B, mas a entrevista em questão não incluiu a frase. Segundo Nico Amarca, da Highsnobiety, o gênero foi inicialmente definido pelo uso de "slogans absurdos e iscas do Twitter", como paródia e adoção da cultura da internet, a partir da qual foi criada. Amarca também acredita que Yung Lean mudou o Cloud Rap através de seu "rap melancólico e sonhador". De acordo com o FACT, o gênero descreve "praticamente qualquer lo-fi, rap obscuro que faz o seu caminho para a rede". O gênero atraiu a atenção do público quando o rapper A$AP Rocky estreou em 2011.

## Artistas influentes
- A$AP Rocky
- A$AP Ferg
- A$AP Mob
- Clams Casino
- Chance the Rapper
- Bones
- Bladee
- Lil B
- Lil Peep
- Lil Uzi Vert
- Lil Xan
- Playboi Carti
- Yung Lean
- XXXTentacion

## Referencias
1. 1 2 3  «What happened to the hip-hop micro-genre cloud rap?». Red Bull (em inglês). Consultado em 11 de julho de 2020
2. ↑  «Collect This Rare Clams Casino and Lil B Interview About the New Clams Casino Album '32 Levels'». www.vice.com (em inglês). Consultado em 11 de julho de 2020
3. 1 2  «The FACT Dictionary: How dubstep, juke and cloud rap got their names». FACT Magazine (em inglês). 10 de julho de 2013. Consultado em 11 de julho de 2020
4. ↑  «Cloud Rap: The Spacey, Cyber-Born Hip-Hop Subgenre». Highsnobiety (em inglês). 25 de junho de 2015. Consultado em 11 de julho de 2020